# Showa-dag
Shōwa-dag (昭和の日, Shōwa no hi) is een nationale feestdag in Japan, die jaarlijks wordt gehouden op 29 april (de voormalige verjaardag van keizer Hirohito). Het doel van de dag is herdenking van de turbulente 63 jaar dat Hirohito aan de macht was. De dag is vernoemd naar de Showaperiode, zoals Hirohito’s regeerperiode tegenwoordig bekendstaat.
Showa-dag is de eerste feestdag van de gouden week.

## Geschiedenis
Toen keizer Hirohito op 7 januari 1989 stierf, verviel 29 april als datum voor de viering van de verjaardag van de keizer. Omdat de feestdag deel uitmaakte van de gouden week, werd de dag van het natuurgroen naar deze datum verplaatst. In mei 2005, na een reeks mislukte pogingen, werd de dag van het natuurgroen verplaatst naar 4 mei en werd 29 april ingesteld als Shōwa-dag .
Volgens de toenmalige oppositiepartij, de democratische partij, zou de dag niet bedoeld zijn als postuum eerbetoon aan de keizer, maar om het volk bewust te maken van Hirohito’s turbulente regeerperiode. Hirohito’s regeerperiode kenmerkte zich onder andere door het einde van de Taishoperiode, het 15 mei-incident, het 26 februari-incident, Japans deelname aan de Tweede Wereldoorlog en de direct hierop volgende bezetting van Japan, en ten slotte de groei van Japan als economische grootmacht.